# Humacao
Humacao é uma cidade em Porto Rico localizada na costa leste da ilha, ao norte de Yabucoa; sul de Naguabo, a leste de Las Piedras, e oeste de Vieques Passage. Humacao está espalhada por 10 alas e Pueblo Humacao (O centro da cidade e do centro administrativo da cidade). É parte da Área Metropolitana de San Juan - Caguas - Guaynabo.